# Mermesd
Mermesd, románul: Mermești település Romániában, a Partiumban, Arad megyében.

## Fekvése
Nagyhalmágytól északnyugatra fekvő település. Az E79-es európai út mentén helyezkedik el.

## Története
Mermesd nevét 1760–1762 között említette először oklevél Mermesd néven. Nevét 1808-ban Mermesd ~ Mermecs, 1909-ben Mernesti, 1913-ban Mermesdnek írták.
1910-ben 336 görögkeleti ortodox román lakosa volt.
A trianoni békeszerződés előtt Arad vármegye Nagyhalmágyi járásához tartozott.